# Elisabeth Joris
Pour les articles homonymes, voir Joris.
Elisabeth Joris est une historienne, spécialisée dans l'histoire des femmes, et féministe suisse, née en 1946 à Viège.

## Biographie

### Origines et famille
Elisabeth Joris naît en 1946 à Viège, en Haut-Valais. Elle est le quatrième d'une fratrie de six enfants. Leur père, Louis Joris, originaire de Martigny et fils d'un pharmacien, est un chimiste et travaille pour l'entreprise Lonza ; leur mère, née Geneviève Burlet, également fille d'un pharmacien, tient le foyer familial. Ils se rencontrent au club de tennis de Viège, que le père a fondé.
Mariée à Peter Seiler,, un enseignant de mathématiques originaire de Brigue, et mère de deux enfants, elle vit depuis 1966 ou 1968 à Zurich.

### Études et parcours professionnel
Après l'école secondaire et l'école de commerce, Elisabeth Joris travaille comme sténographe dans un hôtel et notamment comme secrétaire de Sepp Blatter, alors à la tête de la Ligue suisse de hockey sur glace.
Après une année au pair en Angleterre, elle décide de s'installer à Zurich en 1966 ou 1968, où étudient déjà ses deux frères aînés. Elle y fait des études à l'Université de Zurich afin de devenir enseignante du niveau secondaire. Elle fait ensuite des études d'histoire et de français, conclues en 1980 par une licence. Elle y obtient un doctorat en 2010, alors qu'elle est retraitée,. Sa thèse, publiée en 2011, porte sur la pédagogue Josephine Zehnder-Stadlin et l'homéopathe Emilie Paravicini-Blumer (de).
Elle enseigne l'histoire au gymnase cantonal du quartier zurichois de Riesbach et donne des cours à la Haute école de Lucerne.

### Champs d'études historiques
Elisabeth Joris se spécialise dans le domaine de l'histoire des femmes.
Elle coédite en 1986 avec Heidi Witzig (de) un ouvrage pionnier sur l'histoire des femmes suisses,, qui porte sur la situation des femmes dans l'Oberland zurichois de 1820 à 1940. Elle coécrit également en 1996 (sur commande) un ouvrage sur l'histoire de l'entreprise Feller (de), qui porte en particulier sur la figure marquante de la jeune héritière et dirigeante d'entreprise Elisabeth Feller.
Elle est également l'un des auteurs d'un ouvrage commandé par Pro Helvetia, publié en 2006, qui analyse le rôle des hommes et des femmes dans la construction des tunnels en Suisse entre 1870 et 2005,.

### Autres activités
Elisabeth Joris est l'un des fondateurs, en 1971 ou 1973, du mouvement de gauche Kritisches Oberwallis et du journal Rote Anneliese (de) aux côtés notamment de Peter Bodenmann. Elle cofonde des années plus tard, à Zurich, la revue féministe Olympe, aujourd'hui disparue.
Elle fait partie en 1979, aux côtés notamment de la future conseillère fédérale Ruth Dreifuss, des auteurs de l'initiative populaire « Pour une protection efficace de la maternité ». Elle fait partie de la délégation suisse qui accompagne cette dernière à la Quatrième conférence mondiale sur les femmes en 1995 à Pékin.
Elle est l'une des coorganisatrices de la grève des femmes du 14 juin 1991. Elle participe également à la création de l'association Aînées pour le climat en 2016.
Elle est consultante notamment pour le film L'Ordre divin, sorti en 2017.

## Distinctions
- 2020 : doctorat honoris causa de l'Université de Zurich[1]
- 2023 : Stadttaler de la ville de Zurich[17],[n 4]
- 2024 : prix culturel du canton du Valais[19] pour l'ensemble de sa carrière[20][1]

## Publications
- (de) Elisabeth Joris (dir.) et Rita Schmid (dir.), Damit der Laden läuft : ein kritischer Blick in die scheinbar vertraute Welt des Detailhandels : Erfahrungen, Expert-innenwissen, Erhebungen, Zurich, Rotpunktverlag (de), 2019, 109 p. (ISBN 9783858698605)[21]
- (de) Elisabeth Joris, Liberal und eigensinnig : die Pädagogin Josephine Stadlin - die Homöopathin Emilie Paravicini-Blumer : Handlungsspielräume von Bildungsbürgerinnen im 19. Jahrhundert, Zurich, Chronos Verlag, 2011, 636 p. (ISBN 9783034010436)[22]
- (de) Elisabeth Joris (dir.), Katrin Rieder (dir.) et Béatrice Ziegler (de) (dir.), Tiefenbohrungen : Frauen und Männer auf den grossen Tunnelbaustellen der Schweiz 1870-2005, Baden, Hier + jetzt, Verlag für Kultur und Geschichte, 2006, 290 p. (ISBN 3039190342)
- (de) Elisabeth Joris et Adrian Knoepfli, Eine Frau prägt eine Firma : zur Geschichte von Firma und Familie Feller, Zurich, Chronos Verlag, 1996, 159 p. (ISBN 3905312174)
- (de) Elisabeth Joris (dir.) et Heidi Witzig (de) (dir.), Frauengeschichte(n) : Dokumente aus zwei Jahrhunderten zur Situation der Frauen in der Schweiz, Zurich, Limmat-Verlag-Genossenschaft, 1986, 578 p. (ISBN 3857911026)